# Cazã
Cazã (em russo: Казань, em tártaro: Казан; romaniz.: Kazan) ou Kazan é a capital e maior cidade da República do Tartaristão, na Rússia, localizada a 808 quilómetros a leste de Moscovo. Com uma população de 1 143 535, é a sexta cidade mais populosa da Rússia, um grande centro cultural, comercial e industrial, e um dos mais importantes focos da cultura tártara. Cazã fica na confluência dos rios Volga e Kazanka na Rússia Europeia. O Complexo Arquitectónico e Histórico do Kremlin de Cazã é um local muito visitado da cidade e está classificado pela UNESCO como Património da Humanidade.
Em abril de 2009, o Escritório de Patentes da Rússia concedeu a Cazã o direito de se autodenominar a "Terceira Capital" da Rússia. Em 2009, a cidade foi escolhida como a "capital dos desportos da Rússia" e continua a ser referida como tal. A cidade sediou, entre outros eventos internacionais, duas edições do Campeonato Mundial de Bandy, a Universíada de Verão de 2013, o Campeonato Mundial de Esgrima e o de Badminton em 2014, o Campeonato Mundial de Esportes Aquáticos de 2015 e também foi uma das cidades-sede da Copa das Confederações de 2017 e da Copa do Mundo FIFA de 2018.

## Etimologia e uso
"Cazã" é a única forma vernácula registrada por José Pedro Machado. Aquele autor rejeita a alternativa vernácula "Casã", única preconizada por Antenor Nascentes, considerando-a "injustificável".
A forma em português foi recebida do francês Kazan ou Karãm. Nascentes afirma que o topónimo advém do termo russo para "caldeira", o que refletiria o fato de a cidade estar situada numa depressão. Machado, porém, rejeita esta etimologia, sem oferecer explicação alternativa para a origem do nome da cidade.

## História

### Pré-história
Há muita discussão sobre a fundação de Cazã, se foi fundada pelos búlgaros do Volga no começo da Idade Média ou pelos tártaros da Horda de Ouro em meados do século XIII, como registros escritos antes do último período são esparsos. Se havia uma cidade búlgara no local, estima-se que sua fundação varie do começo do século XI ao final do século XIII. Foi um entreposto fronteiriço na fronteira entre os búlgaros do Volga e tribos finesas (Maris, Udmurtes).
Outra questão é onde a cidadela foi construída originalmente. Explorações arqueológicas produziram evidências de assentamento urbano em três partes da atual cidade: no Kremlin, em Bişbalta no local do atual monastério Zilantaw e próximo do lago Qaban. O mais antigo é o Kremlin que pode ser datado do século XI.
Nos séculos XI e XII, Cazã pode ter sido uma rota comercial do Volga da Escandinávia para a Pérsia. Foi um centro comercial, e possivelmente uma cidade importante para colonos búlgaros na região de Cazã, apesar de sua capital ser a cidade de Bolgar, situada mais a sul.

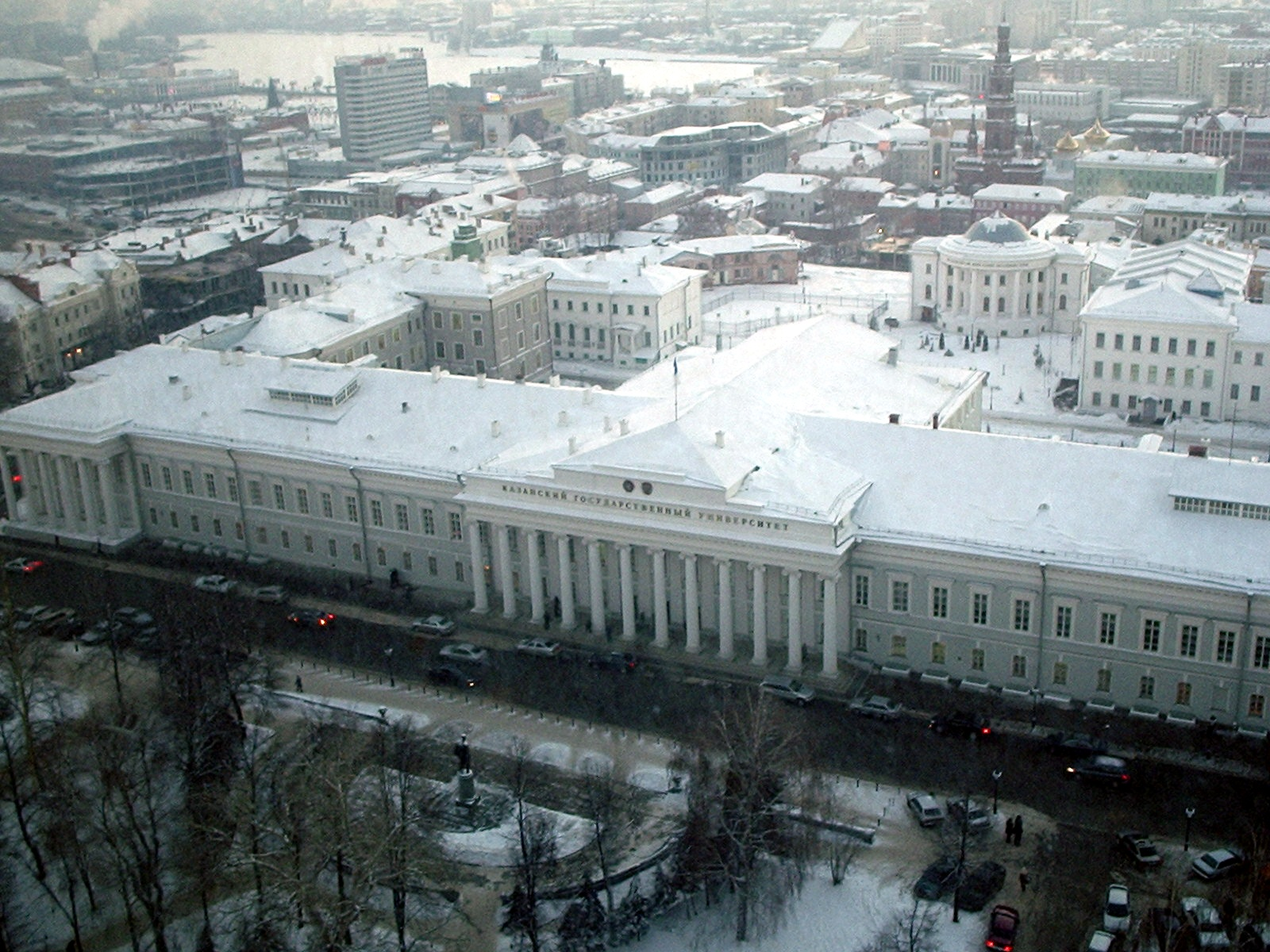
A Universidade de Cazã

### Domínio tártaro-mongol
Nos anos de 1236 a 1237, a região do rio Volga foi anexada pelos exércitos mongóis, liderada por Batu Cã. Após a conquistas, colonos vindos de Bolgar e Bilär vieram para Cazã recolonizá-la. Cazã logo se tornou o centro de um ducado dependente da Horda de Ouro.
Com a fragmentação da Horda de Ouro, Cazã em 1438 tornou-se a capital do poderoso Canato de Cazã. O bazar da cidade Taş Ayaq (Perna de Pedra) se tornou o mais importante centro comercial na região. A cidadela e o canal Bolaque foram reconstruídos, dando à cidade uma incrível capacidade de defesa. Os russos tentaram rapidamente ocupar a cidade, porém se retiraram em 1487.

### Conquista e domínio russo
Em 1552, a cidade foi conquistada pela Rússia, sob o reinado de Ivã, o Terrível. Tal conquista pôs fim a mais de 300 anos de domínio tártaro-mongol sobre a região. Durante o governo de Alexander Gorbatyi-Shuisky, houve uma política de limpeza étnica para com os habitantes tártaros da região, tendo sido em sua maioria mortos, reprimidos, presos ou cristianizados à força. Mesquitas e palácios foram arruinados e a população tártara sobrevivente foi movida para um local 50 km distante da cidade, a qual foi colonizada por fazendeiros e soldados russos. Sob o domínio russo elementos tártaros foram estabelecidos na Bistäse Tártara próxima aos muros da cidade. Ainda se estabeleceram na área mercadores tártaros e mestres de artesãos.
Por conta de grandes incêndios Cazã foi fortemente destruída. Após um desses, em 1579, o ícone de Nossa Senhora de Cazã foi descoberto na cidade. Durante o "Tempo Conturbado" na Rússia, a independência do Canato de Cazã foi restaurada com a ajuda da população russa local, porém foi suprimida por Kuzma Minin em 1612.
Em 1708 o Canato de Cazã foi abolido e Cazã tornou-se o centro de uma guberniya. Após a visita de Pedro, o Grande, a cidade se tornou a base de um estaleiro para a frota do Cáspio. Fora em grande parte destruída por uma grande revolta composta por tropas de fronteira e camponeses liderada pelo ataman (capitão) dos Cossacos do Don Yemelyan Pugachev em 1774, porém logo foi reconstruída. Catarina, a Grande ainda decretou que mesquitas podiam ser novamente construídas, porém a discriminação contra os tártaros continuou.
No começo do século XIX a Universidade Estatal de Cazã foi fundada durante o reinado de Alexandre I. O Alcorão foi pela primeira vez impresso em 1801, e a cidade se tornou um importante centro para Estudos Orientais na Rússia. No final do século XIX, Cazã se tornou um centro industrial no Médio Volga. Pessoas de vilarejos vizinhos vinham para a cidade procurando trabalho. Em 1875 apareceu uma ferrovia de cavalos, e em 1899 foi instalado um eléctrico.
Após a Revolução Russa de 1905, os tártaros passaram a olhar Cazã como o centro da cultura tártara. Apareceram o primeiro teatro tártaro e o primeiro jornal tártaro.

### Sob domínio soviético
Em 1918, Cazã foi a capital do Estado Idel-Ural, que foi suprimido pelos bolcheviques, e no ano seguinte tornou-se o centro da República Socialista Soviética Tártara Autônoma. Nas décadas de 1920 e 1930, a maioria das mesquitas e igrejas da cidade foi destruída, como parte das campanhas anti-religião na União Soviética.
Durante a Segunda Guerra Mundial, muitas indústrias e fábricas foram evacuadas para Cazã, e a cidade subsequentemente tornou-se o centro de uma indústria militar, produzindo tanques e aviões.
Na década de 1990, após a dissolução da União Soviética, Cazã recuperou-se como centro da cultura tártara, e tendências separatistas intensificaram-se.

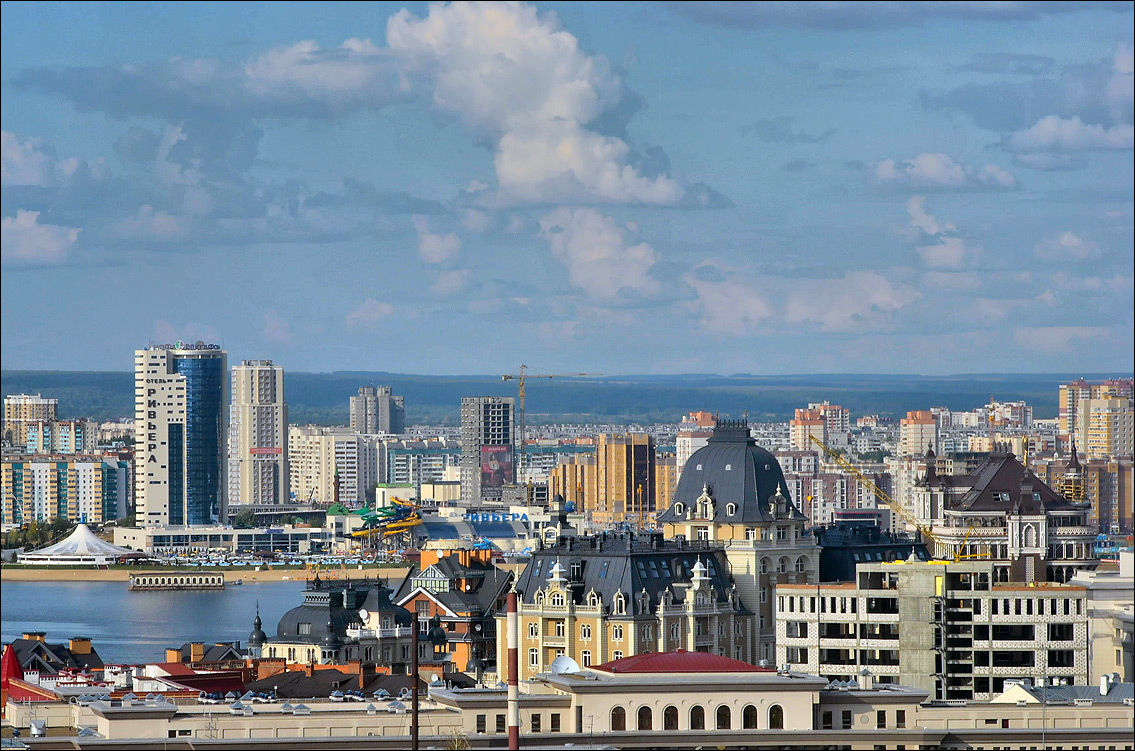
Vista da cidade de Cazã

## Patrimônio arquitectónico
Ver artigo principal: Complexo Arquitectónico e Histórico do Kremlin de Cazã
A cidade antiga é uma pérola arquitectónica que mescla influências ocidentais e orientais. O Kremlin de Cazã é um dos mais belos da Rússia e figura na lista do património mundial. No Kremlin encontra-se o antigo palácio do governador, obra do arquitecto russo Constantin Andreievitch Thon, bem como igrejas do mesmo arquitecto. Após a conquista de Cazã, Ivã o Terrível ergueu na Praça Vermelha (Moscovo) a catedral de São Basílio e ordenou a construção de uma pequena igreja dentro do Kremlin de Cazã, erigida em três dias. Mais tarde, a igreja foi substituída pela magnífica catedral da Anunciação. Esta construção é a mais antiga do Kremlin de Cazã. Ao lado da catedral está uma torre de tijolos erguida no século XVIII, a Torre de Söyembikä, nome da última regente do canato de Cazã, morta em Moscovo em 1554. Atrás da torre encontra-se um mausoléu contendo o sarcófago de Söyembikä.

## Geografia

### Demografia
Em 2002 a população compunha-se de russos (40%), tártaros (40%), bachquírios (4%), ucranianos (1%) e outros. As religiões mais representadas são o cristianismo ortodoxo e o islamismo - a maior mesquita da Europa foi inaugurada na cidade em 2005. Há minorias católicas, judias e baha'i.

### Clima
Kazan tem um clima continental úmido (Classificação climática de Köppen-Geiger Dfb) com invernos longos e frios (mais frios que Moscou) e verões quentes e geralmente secos. Como resultado da sua posição no interior, os verões são extremamente quentes para a sua latitude e os invernos são bastante frios em comparação com as áreas mais a oeste da Europa.
O mês mais quente é julho com temperatura média diária próxima a 20,2 °C e o mês mais frio é janeiro com média diária de -10,4 °C.
A cidade estabeleceu seus dois dias mais quentes já registrados, durante as onda de calor no Hemisfério Norte em 2010. As temperaturas atingiram +39 °C nos dias mais quentes durante daquele período.
| Dados climatológicos para Cazã  | Dados climatológicos para Cazã | Dados climatológicos para Cazã | Dados climatológicos para Cazã | Dados climatológicos para Cazã | Dados climatológicos para Cazã | Dados climatológicos para Cazã | Dados climatológicos para Cazã | Dados climatológicos para Cazã | Dados climatológicos para Cazã | Dados climatológicos para Cazã | Dados climatológicos para Cazã | Dados climatológicos para Cazã | Dados climatológicos para Cazã |
| Mês                             | Jan                            | Fev                            | Mar                            | Abr                            | Mai                            | Jun                            | Jul                            | Ago                            | Set                            | Out                            | Nov                            | Dez                            | Ano                            |
| ------------------------------- | ------------------------------ | ------------------------------ | ------------------------------ | ------------------------------ | ------------------------------ | ------------------------------ | ------------------------------ | ------------------------------ | ------------------------------ | ------------------------------ | ------------------------------ | ------------------------------ | ------------------------------ |
| Temperatura máxima recorde (°C) | 4,5                            | 5,2                            | 14,0                           | 29,5                           | 33,5                           | 37,5                           | 38,9                           | 39,0                           | 32,3                           | 23,4                           | 15,0                           | 6,1                            | 39,0                           |
| Temperatura máxima média (°C)   | −7,2                           | −6,7                           | −0,2                           | 10,2                           | 19,0                           | 23,6                           | 25,5                           | 22,9                           | 16,3                           | 8,1                            | −1,0                           | −5,8                           | 8,7                            |
| Temperatura média (°C)          | −10,4                          | −10,1                          | −3,9                           | 5,5                            | 13,3                           | 18,1                           | 20,2                           | 17,6                           | 11,7                           | 4,8                            | −3,4                           | −8,6                           | 4,6                            |
| Temperatura mínima média (°C)   | −13,5                          | −13,3                          | −7,2                           | 1,7                            | 8,3                            | 13,4                           | 15,5                           | 13,3                           | 8,2                            | 2,2                            | −5,6                           | −11,4                          | 1,0                            |
| Temperatura mínima recorde (°C) | −46,8                          | −39,9                          | −31,7                          | −25,6                          | −6,5                           | −1,4                           | 2,6                            | 1,6                            | −5,4                           | −23,4                          | −36,6                          | −43,9                          | −46,8                          |
| Precipitação (mm)               | 41                             | 34                             | 33                             | 30                             | 41                             | 63                             | 67                             | 59                             | 52                             | 53                             | 46                             | 43                             | 562                            |
| Dias com precipitação           | 3                              | 2                              | 4                              | 11                             | 15                             | 18                             | 16                             | 16                             | 18                             | 17                             | 10                             | 5                              | 135                            |
| Dias com neve                   | 26                             | 22                             | 16                             | 6                              | 1                              | 0                              | 0                              | 0                              | 1                              | 7                              | 20                             | 24                             | 123                            |
| Umidade relativa (%)            | 84                             | 80                             | 76                             | 67                             | 58                             | 65                             | 68                             | 70                             | 75                             | 80                             | 85                             | 84                             | 74                             |
| Insolação (h)                   | 49                             | 89                             | 150                            | 205                            | 282                            | 293                            | 291                            | 254                            | 160                            | 84                             | 41                             | 33                             | 1 931                          |
| Fonte: Pogoda.ru.net            |                                |                                |                                |                                |                                |                                |                                |                                |                                |                                |                                |                                |                                |
| Fonte 2: NOAA (sol, 1961–1990)  |                                |                                |                                |                                |                                |                                |                                |                                |                                |                                |                                |                                |                                |

## Economia
Os setores econômicos mais importantes da cidade são ligados ao petróleo e à produção de gás natural. A indústria têxtil e a de produtos alimentícios também são relevantes. Com relação à agricultura, 65% do solo é cultivado ou dedicado à criação de gado.
Algumas importantes indústrias aeronáuticas localizam-se em Cazã:
- KAPO Gorbunov, que construiu diversos aparelhos civis e militares Tupolev.
- KVZ (Kazanskii Vertoletnyi Zavod, "fábrica de helicópteros de Cazã"), que produz os aparelhos Mil Mi-8 e Mil Mi-17.
- KMPO (Казанское моторостроительное производственное объединение), que fabrica motores de aeronaves e helicópteros.

## Esporte

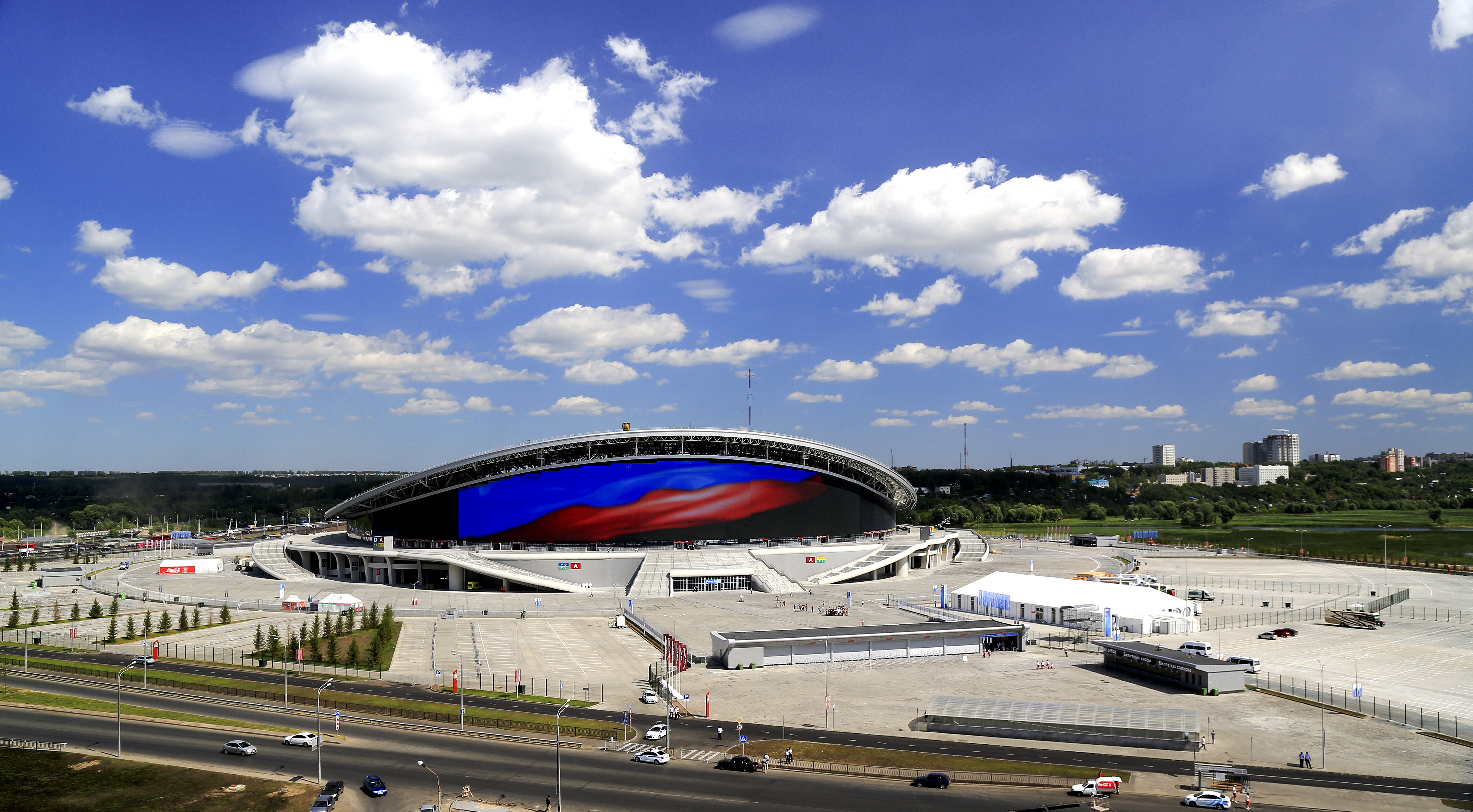
Estádio Kazan Arena

Equipes de elite da cidade em divisões russas:
- hóquei no gelo - Ak Bars Kazan - Tricampeão russo.
- voleibol - Zenit Kazan (masculino) - Tricampeão da Liga dos Campeões 2007/2008, 2011/2012 e 2014/2015, Heptacampeão do Campeonato Russo 2006/2007, 2008/2009, 2009/2010, 2010/2011, 2011/2012, 2013/2014 e 2014/2015; Dinamo Kazan (feminino) - Campeão do Campeonato Mundial de Clubes 2013/2014, Campeão da Liga dos Campeões da Europa 2013/2014, Pentacampeão do Campeonato Russo (2011 a 2015).
- basquetebol - UNIX Kazan
- futebol - Rubin Kazan - Bicampeão russo de 2008-2009., FC Idel Kazan.

## Emigração tártara ao Brasil
Com o fim do período colonial, após os movimentos abolicionistas, o Brasil estimulou a vinda de europeus ao país, principalmente italianos, alemães e eslavos. Entre esses eslavos vieram tártaros que se dirigiram principalmente ao Paraná e ao Rio Grande do Sul. Esses tártaros trabalharam em pequenas propriedades rurais familiares, principalmente no Rio Grande do Sul. Os que se dirigiram ao Paraná, por sua vez, trabalharam em grandes cafezais, em regimes quase servis, já que eram assalariados porém quase servos da terra. Os gaúchos vindos da Tartária geralmente plantavam culturas como batata, fumo e leguminosas para subsistência e comercialização dos excedentes.